# Jewett (Nueva York)
Jewett es un pueblo ubicado en el condado de Greene en el estado estadounidense de Nueva York. En el año 2000 tenía una población de 970 habitantes y una densidad poblacional de 7.4 personas por km².

## Geografía
Jewett se encuentra ubicado en las coordenadas 42°14′57″N 74°14′39″O / 42.24917, -74.24417.

## Demografía
Según la Oficina del Censo en 2000 los ingresos medios por hogar en la localidad eran de $41,172, y los ingresos medios por familia eran $46,250. Los hombres tenían unos ingresos medios de $35,909 frente a los $25,000 para las mujeres. La renta per cápita para la localidad era de $22,440. Alrededor del 12% de la población estaban por debajo del umbral de pobreza.